# Хоэнланденберг, Хуго фон
Хуго фон Хоэнланденберг (нем. Hugo von Hohenlandenberg, *1457-1532) — епископ Констанца с 1496 по 1529 годы (в качестве исполняющего обязанности также с 1531 по 1532 годы), в правление которого Констанц перешёл на сторону Реформации, а епископская резиденция была перенесена в Меерсбург.
Хуго фон Хоэнланденберг, точная дата рождения которого неизвестна, происходил из южнонемецкого/восточношвейцарского рода Ланденбергов, основные владения которого располагались в современном кантоне Цюрих, а также в кантонах Тургау, Санкт-Галлен и Шаффхаузен. Семья будущего епископа, затронутая кризисом габсбургского правления в современной Швейцарии, занимала ряд судебных и административных постов, играя таким образом не последнюю роль в региональной политике.
Выросший в замке Хеги вместе со старшим братом Ульрихом и сестрой Барбарой, Хуго был, вероятно, изначально предназначен для церковной карьеры. Получив первое образование в Винтертуре, он в 1470 году начал учёбу в Базельском университете, и, став каноником, вскоре получил в управление первые церковные приходы. В дальнейшем его карьера развивалась всё более стремительно: в 1480 году он — декан во Фризахе и временный управляющий констанцским епископством, в 1481 году — член домского капитула в Куре и в Базеле, наконец в 1482 году — соборный пробст в Триенте, выполняющий особые дипломатические поручения Папы римского Сикста IV. В 1483 году Хуго занимает пост пробста в эрфуртском соборе Девы Марии, и уже в следующем — соборного каноника в Констанце. В 1487—1490 годах он продолжает своё образование в Эрфурте, и в 1492 году вновь оказывается в Риме по делам епископства Кур, где встречается с новым Папой римским.
Дипломатические и административные устремления Хуго фон Хоэнланденберга увечались 7 мая 1496 года его избранием новым предстоятелем Констанцской епархии. Введение в должность, однако, задерживалось, в частности, в связи с отсутствием у него священнического сана, что было разрешено в июле того же года специальным постановлением Папы Александра VI. 14 октября своё согласие на утверждение нового епископа дал домский капитул, 17 октября была подписана избирательная капитуляция, и после передачи в его власть архива и соборной сокровищницы, 18 декабря того же года он был официально посвящён в должность.
Первое, за что принялся новый епископ, было давно назревшие упрощение и стандартизация богослужения, а также критическое состояние финансов констанцского княжества-епископства, главой которого он автоматически стал, и доходы которого должны были гарантировать его независимое положение в Империи. Это затруждение было отчасти разрешено введением специальных налогов (с 1497 года), и возобновлением чеканки епископских монет (так называемый батцен Хуго фон Хоэнланденберга; фактически — с 1508 года).
Так сказать, унаследованной проблемой были продолжавшиеся конфликты епископской власти и самоуправления города Констанц, что выражалось, с одной стороны, в стремлении епископов ограничить полномочия городского совета, ввести новые налоги, расширить сферу епископского княжеского правосудия и т. п., а с другой — давним желанием городских властей устранить, либо уменьшить особые привилегии для живущих в городе духовных лиц, и избежать светской власти епископа. Кроме того, яблоком раздора были распространившиеся в епархии и типичные для XVI века симония, несоблюдение обета целибата, расточительство — пороки, борьбу с которыми епископ вёл вполсилы, вероятно, потому, что и сам был вовлечён в эти отношения. Так, он финансово зависел от практики отпущения грехов и продажи индульгенций, и не мог открыто порицать упадок морали, поддерживая в 1520-х годах связь с Барбарой фон Хоф, женой констанцского бюргермейстера.
С другой стороны, опасаясь усиления епископского влияния, Констанц постоянно блокировал попытки включить аббатства Райхенау и Энинген в состав княжества-епископства. В конечном счёте, накопившиеся разногласия привели к тому, что Хуго фон Хоэнланденберг всё более предпочитал Констанцу замок в Меерсбурге на другом берегу Боденского озера, особенно после 1506 года, когда в замке были закончены работы по его расширению.
Политика Хуго фон Хоэнланденберга в качестве имперского князя была предопределена географическим положением констанцского княжества-епископства, как бы «зажатым» на невидимой границе между набиравшим силу швейцарским союзом и Империей, а также (территориальными) интересами других влиятельных князей и дома Габсбургов в южной Германии. Предпочитавший компромисс, епископ Хуго смог в достаточно быстрый срок (в 1497—1498 годах) заключить ряд договоров как со швейцарскими городами, так с Констанцем и с Максимилианом I, что должно было гарантировать, как минимум, сохранение статус-кво в регионе. Разразившаяся в 1499 году Швабская война, однако, быстро показала опасность такого подхода, поставив Хуго фон Хоэнланденберга между двух огней. Несмотря на объявленный нейтралитет, епископские владения стали ареной ожесточённых боевых действий, что привело административно-финансовую систему епископства на грань краха.
Самым большим испытанием епископата Хуго фон Хоэнланденберга стало стремительное распространение идей Реформации, особенно, начиная с 1519 года, когда в Констанце разразилась эпидемия чумы. Учение Лютера и Цвингли, известное в городе с 1518 года, было подхвачено местными проповедниками и поддержано городскими властями, чему способствовала также популярность гуманистических идей (вершиной деятельности гуманистического круга в Констанце стало, несомненно, пребывание в городе Эразма Роттердамского в сентябре 1522 года). Хуго фон Хоэнланденберг, изначально с сочувствием относившийся к новым идеям (и по мнению Эразма, бывший даже сторонником лютеранской реформы), выпустил 2 мая 1522 года специальный циркуляр, в котором предостерегал против «схизматиков и бунтовщиков» (лат. schismatici et rebelles), поднявшихся против веры отцов и единства Церкви. Попытка епископа отстранить от церковной службы сторонников реформы натолкнулась при этом на жёсткое сопротивление городского совета. Затем последовала лишь дальнейшая эскалация конфликта: в преддверии намеченного на декабрь 1524 года собрания городов (нем. Städtetag) в Ульме, специальная комиссия под руководством Амвросия Бларера рекомендовала введение нового исповедания веры. Главной предпосылкой этого предложения было утверждение, что церковная администрация (Папа римский и церковные соборы) оказались не в состоянии реформировать Церковь, и что, кроме того, духовные лица имеют слишком большое влияние на мирские дела, и потому город Констанц должен поставить реформу под свой контроль, проведя её с собственных интересах. Шпайерский рейхстаг 1526 года, отдавший решение религиозного вопроса в руки земельных князей и магистратов, придал сил евангелическому движению в Констанце, теперь открыто стремившемуся перенять всю полноту власти в городе. На руку городскому совету сыграла и Крестьянская война: Хуго фон Хоэнланденберг был вынужден просить у города гарантий своей безопасности, и, в итоге, пойти на ещё большие уступки. Так, духовные лица должны были принести клятву верности городу, и обязывались выплачивать городские налоги, а с лета 1526 года они, несмотря на протест епископа, были привлечены к работам на городских укреплениях и полностью подчинены городскому правосудию. Не видя другой альтернативы, Хуго фон Хоэнланденберг и ряд членов домского капитула покинули Констанц, перебравшись в епископские города Меерсбург и Радольфцель. Переговоры о возвращении, состоявшиеся 11 марта 1527 года в Юберлингене, не дали результатов, за чем последовала конфискация церковного имущества (в частности, соборной сокровищницы) и разрушение внутреннего убранства кафедрального собора.
5 января 1529 года Хуго фон Хоэнланденберг, после безуспешных попыток восстановить свои права в Имперском камеральном суде, сложил с себя полномочия констанцского епископа, и удалился в вероятно им же незадолго до этого выстроенный замок в Маркдорфе. Спустя 2 года, после смерти своего преемника Бальтазара Мерклина, ему вновь — на короткий срок до избрания Иоганна фон Лупфена — довелось руководить епархией.